# برایان دیتزن
برایان دیتزن (انگلیسی: Brian Dietzen؛ زادهٔ ۱۴ نوامبر ۱۹۷۷) یک هنرپیشه اهل ایالات متحده آمریکا است. وی از سال ۲۰۰۲ میلادی تاکنون مشغول فعالیت بوده‌است.

## گزیده فیلمشناسی
از فیلم‌ها یا برنامه‌های تلویزیونی که وی در آن نقش داشته‌است می‌توان به آثار زیر اشاره کرد:
- ان‌سی‌آی‌اس (۲۰۰۴ تا کنون)
- ادراک (مجموعه تلویزیونی) (۲۰۱۳)